# Gheorghe Nicolaescu (jurnalist sportiv)
Gheorghe Nicolaescu (n.  ?) a fost un jurnalist sportiv român.

## Biografie
Gheorghe Nicolaescu s-a născut la 22.04.1929 la București. Crescând în cartierul Giulești, a jucat fotbal la Piticii Rapidului (1946), iar mai apoi la Sport Club Amator în campionatul districtual București. A câștigat „Cupa ziarelor” în 1966, ca jucător la Sportul popular. Între 1954-1999, a fost redactor, șef de secție (în anii 80 secția fotbal avea un triumvirat, Ioan Chirilă – Eftimie Ionescu – Gheorghe Nicolaescu), publicist comentator și reporter special la ceea ce a fost vreme unicul cotidian de sport al României, cel care s-a numit în timp Sportul popular, Sportul și Gazeta Sporturilor. Apropiații și colegii îi spuneau „Gheghe”. Avea un tic caracteristic, în a-și aranja meticulos o șuviță de păr peste calviție. După retragerea din activitate (1999), cât l-a ținut sănătatea, s-a dedicat în continuare scrisului, remarcându-se prin reportaje și beletristică sportivă. A fost prezent la opt turnee finale consecutive de Campionate Mondiale de fotbal, din 1966 (Anglia) și până în 1994 (SUA), ca reprezentant al cotidianului mai sus menționat la care a lucrat aproape toată viața.

## Viață personală
A fost căsătorit cu Coca, cu care a avut doi copii, un băiat și o fată.
La finalul vieții, suferea de mai multe afecțiuni grave: Alzheimer, cancer de piele și complicații pulmonare.

## Cărți publicate
- Mingea, o copie a soarelui (Ed. Sport-Turism, 1990)
- Cu Hagi & Co. de la Roma la New York, via Cardiff (Ed. Tinerama, 1994)
- Hagi, stăpânul miracolelor (Ed. Tinerama, 1998)
- Hagi, unic într-un secol (Ed. Economică, 2000)
- Lucescu (Ed. Artemis, 2005)
- Luceștii (Ed. Artemis, 2006)